# Bixbit
Bixbit je speciální odrůda berylu, nazývaná též jako „červený beryl“ nebo „červený smaragd“. Poprvé byl popsán v roce 1904 na základě nálezu z dolu Thomas Range v západním Utahu a pojmenován po americkém mineralogovi Mainardu Bixbym. Jako samostatná odrůda berylu není dnes úplně jednohlasně přijímán a také se zvedají hlasy proti stávajícímu pojmenování pro snadnou záměnu s jiným existujícím minerálem bixbyitem.

## Vznik
Krystaly bixbitu se vyskytují na trhlinách světlé vulkanické vyvřeliny nazývané ryolit v doprovodu dalších zajímavých a mnohdy vzácných minerálů. Sytě červená barva je způsobena příměsí Mn částečně substituujícího v krystalové struktuře Al.

## Vlastnosti
- Fyzikální vlastnosti: Tvrdost 7,5 – 8, křehký, hustota 2,6 – 2,8 g/cm³, štěpnost nedokonalá podle {0001}, lom nerovný, lasturnatý.
- Optické vlastnosti: Barva je červená. Lesk skelný, průhlednost: průhledný, průsvitný, vryp bílý.
- Chemické vlastnosti: Složení: Be 5,03 %, Al 10,04 %, Si 31,35 %, O 53,58 %, příměsi Mn. Rozpustný v HF, před dmuchavkou se netaví.

## Podobné minerály
Barevně je ho možné zaměnit s Pezzottaitem.

## Využití
Jedná se o extrémně vzácný drahokam neobyčejné barvy. Brousí se jako drahý kámen, ale většinou obsahuje mnoho inkluzí. Bixbit se nachází v drobných krystalech a kameny větší než 2 karáty jsou již považovány za velmi velké. Cena za 1 karát nejlepšího bixbitu se pohybuje v hodnotách okolo 10 000 $. 

## Výskyt
- Utah, USA (Wah Wah Mountains, jediný činný důl na těžbu tohoto drahokamu na světě)
- Nové Mexiko, USA